# Burg Hohenstein (Taunus)
Die Burg Hohenstein ist die Ruine einer Felsenburg auf 330 m ü. NN bei Bad Schwalbach im hessischen Rheingau-Taunus-Kreis und gehört zur Gemeinde Hohenstein. Sie ist eine der größten Burgruinen im Taunus.

## Geschichte
Die Burg dürfte zwischen 1190 und 1230 von den Grafen von Katzenelnbogen erbaut worden sein.
Seit 1260 diente die Burg der jüngeren Linie der Grafen von Katzenelnbogen als Residenz. Graf Johann III. von Katzenelnbogen (1402–1444) ließ die Burg um 1422 großzügig ausbauen. Es wird vermutet, dass die Anlage zu Beginn des 15. Jahrhunderts bei Auseinandersetzungen mit den Grafen von Nassau zerstört oder schwer beschädigt worden war.
Mit dem Tode Philipps von Katzenelnbogen im Jahre 1479 starben die Grafen von Katzenelnbogen im Mannesstamm aus. Über die Erbtochter Anna, die mit dem Landgrafen Heinrich III. von Hessen-Marburg verheiratet war, kam die gesamte Grafschaft Katzenelnbogen mit der Burg an die Landgrafschaft Hessen.

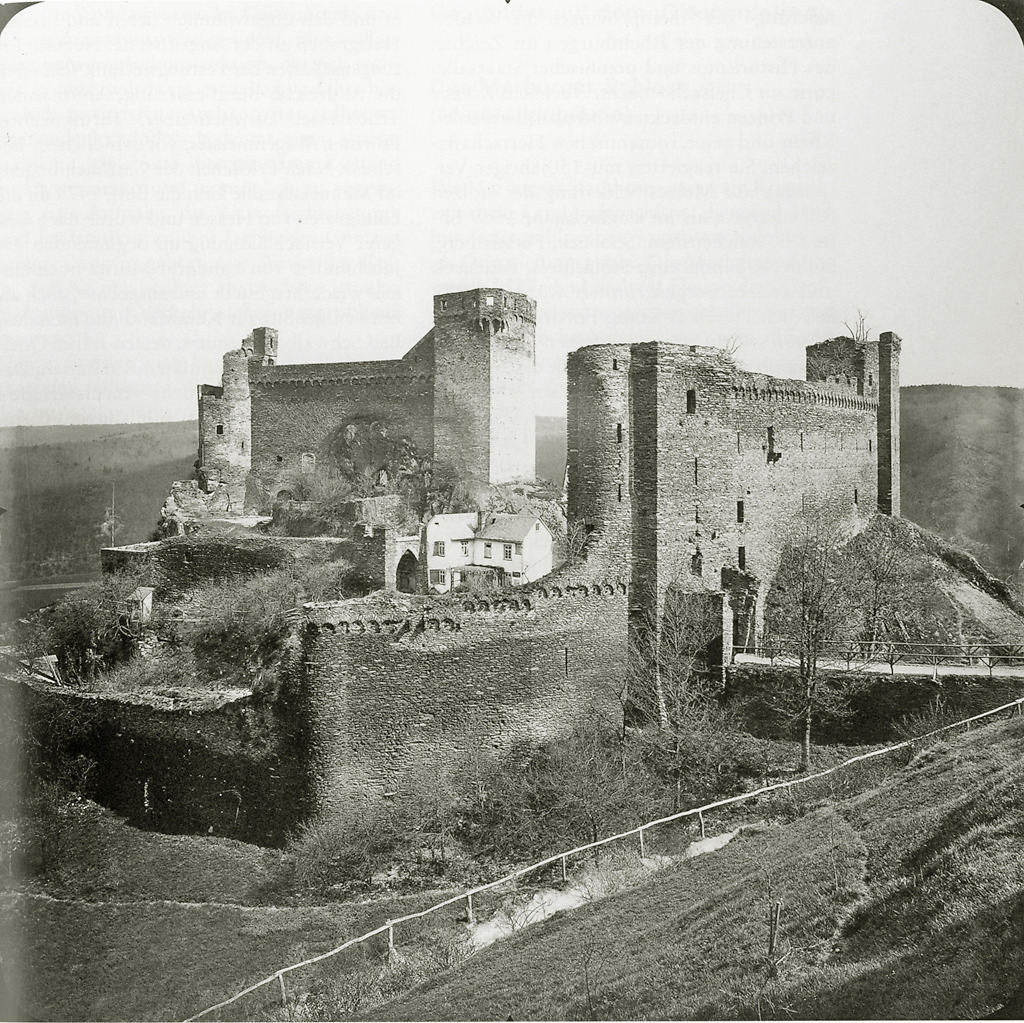
Die Burgruine um das Jahr 1900.

Um 1604 ließ Landgraf Moritz von Hessen-Kassel die verwahrloste Anlage wiederherstellen. Um 1616 hielt er sich häufig auf der Burg auf. Im Dreißigjährigen Krieg wurde die Burg 1647 im Rahmen des Hessenkriegs zwischen den Linien aus Kassel und Darmstadt durch hessen-kasselsche Truppen in Brand geschossen und stark beschädigt. Teile der Burg wurden noch bis 1778 baulich unterhalten, verfielen danach aber auch zur Ruine. Seit 1949 befindet sich die Burg im Eigentum des Landes Hessen und wird von der Landesbehörde Staatliche Schlösser und Gärten Hessen verwaltet.

## Anlage

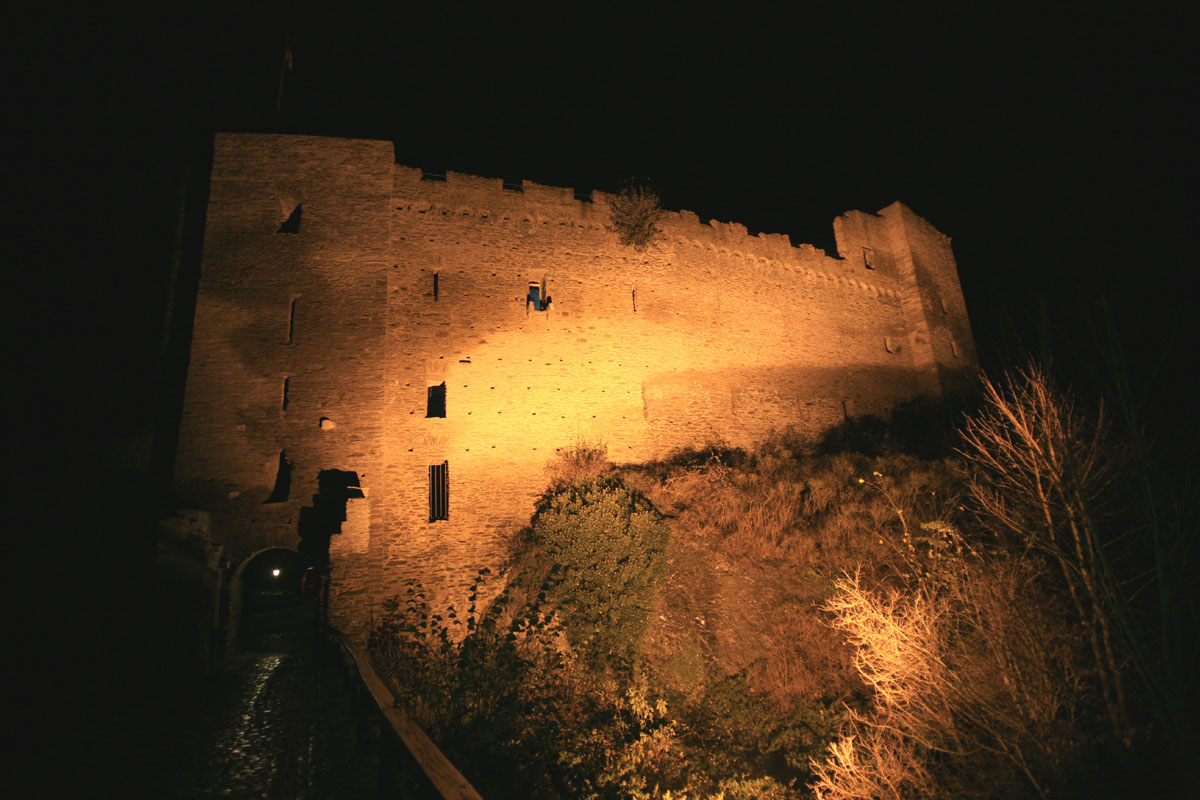
Äußere Schildmauer mit Torturm (links) von außen gesehen.

Erhalten sind vor allem die äußere spätgotische Schildmauer sowie die innere Schildmauer aus dem 13. Jahrhundert, jeweils flankiert von zwei Türmen. Die ehemaligen Wohngebäude sind dagegen nicht mehr vorhanden. Die Reste des Palas stürzten bereits im Jahr 1864 ein.
In unmittelbarer Nähe findet sich die Ruine der Burg Greifenstein, deren Verteidigungsanlagen wahrscheinlich an die der Burg Hohenstein integriert waren.

## Bauzustand
Die Burg befindet sich in einem baulich schlechten Zustand. Ab dem Jahr 2020 wurde das Mauerwerk des mittelalterlichen Torturms und die angrenzende Ringmauer neu verfugt, wobei ein in der Vergangenheit aufgebrachter Zementmörtel, der sich als ungeeignet erwiesen hat, ersetzt wurde. Die Kosten hierfür betrugen ca. 800.000 Euro. Im Jahr 2023 wurde das Mauerwerk und ein fünf Meter breiter Streifen rund um die Burganlage von Bäumen und Sträuchern befreit, um das Mauerwerk vor von diesen verursachten Beschädigungen zu bewahren und um eine Laservermessung der Burganlage mit Hilfe von Drohnen zu ermöglichen. Die Vermessung war erforderlich, da die letzten Baupläne aus dem Jahr 1608 stammen. Sie soll als Grundlage für eine umfassende Sanierung der Burganlage dienen, deren Kosten auf einen zweistelligen Millionenbetrag geschätzt werden.

## Heutige Nutzung
Der Großteil der Anlage ist von April bis September für die Öffentlichkeit frei zugänglich (Stand 2020). Über enge Wendeltreppen können sowohl der Bergfried als auch die Wehrgänge der äußeren und inneren Schildmauer begangen werden.
Im Jahr 1968 richtete das Land Hessen einen Hotel- und Gaststättenbetrieb in der Burg ein. Im Jahr 2015 endete mit der Kündigung des Pachtvertrags das gastronomische Angebot auf der Burg. In der Folge war die Burganlage bis 2018 nicht öffentlich zugänglich. 2017 gab es Überlegungen, die darniederliegende touristische Infrastruktur wiederzubeleben. Gedacht wurde an die Einrichtung eines Bistros und eines „Hauses der Region“ im ehemaligen Gaststättengebäude, aber eine Umsetzung ist bisher nicht erfolgt (Stand 2023).
Während des Sommers veranstaltet die Taunusbühne Bad Schwalbach, ein Amateurtheaterverein, auf der Freilichtbühne im Innenhof die „Burgfestspiele Hohenstein.“ Weiterhin ist in der Burg ein Standesamt eingerichtet.

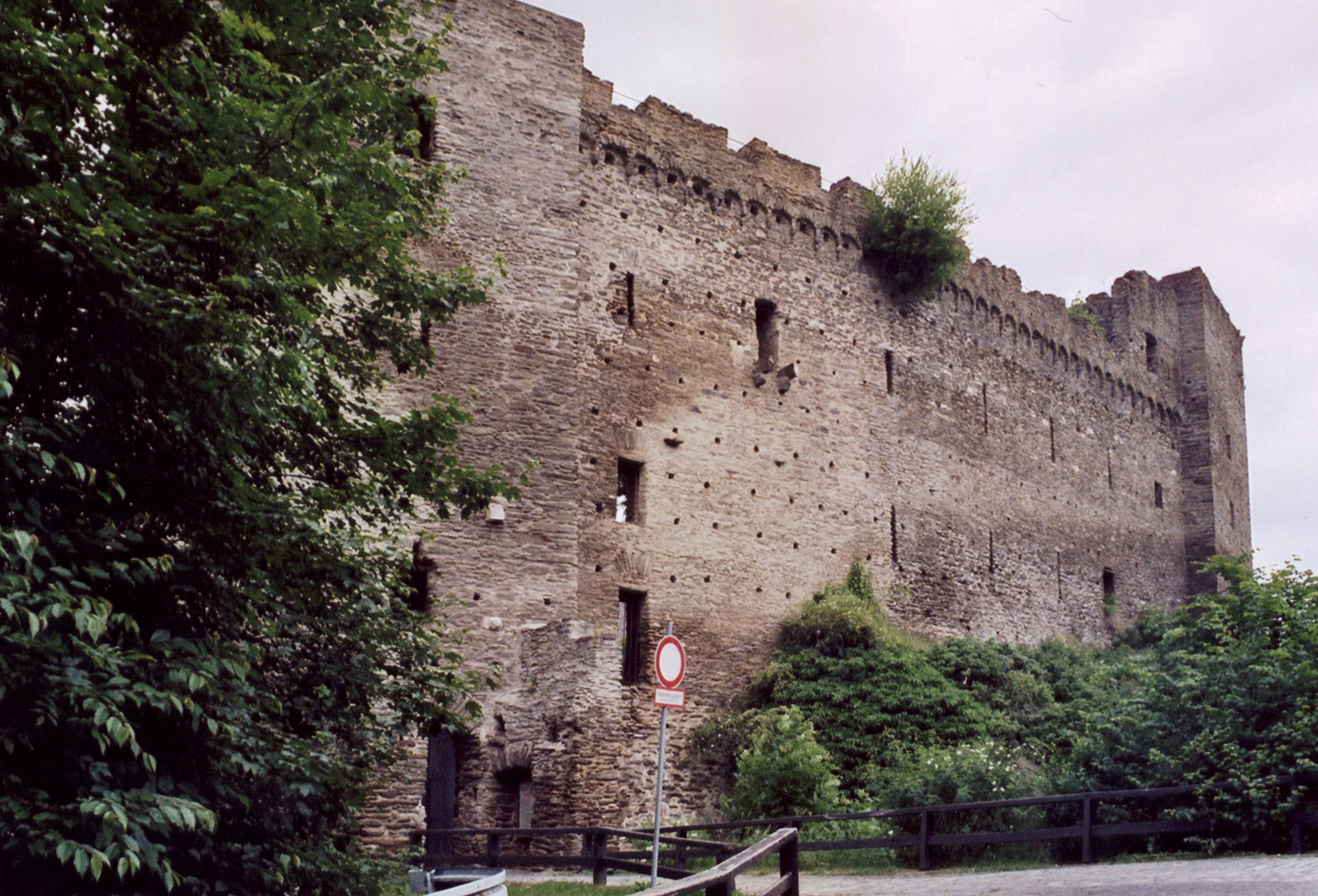
Äußere Schildmauer
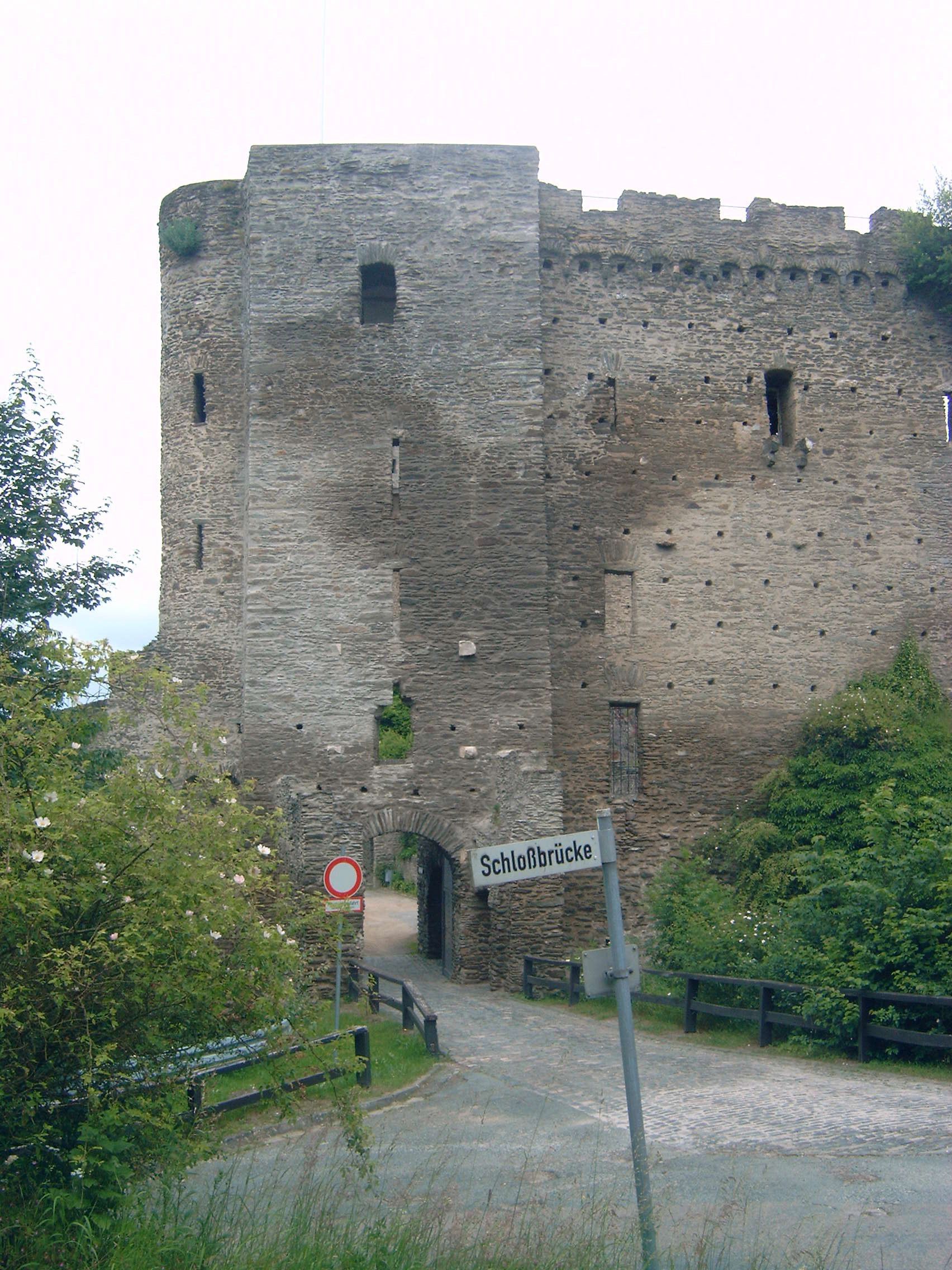
Torturm in äußerer Schildmauer
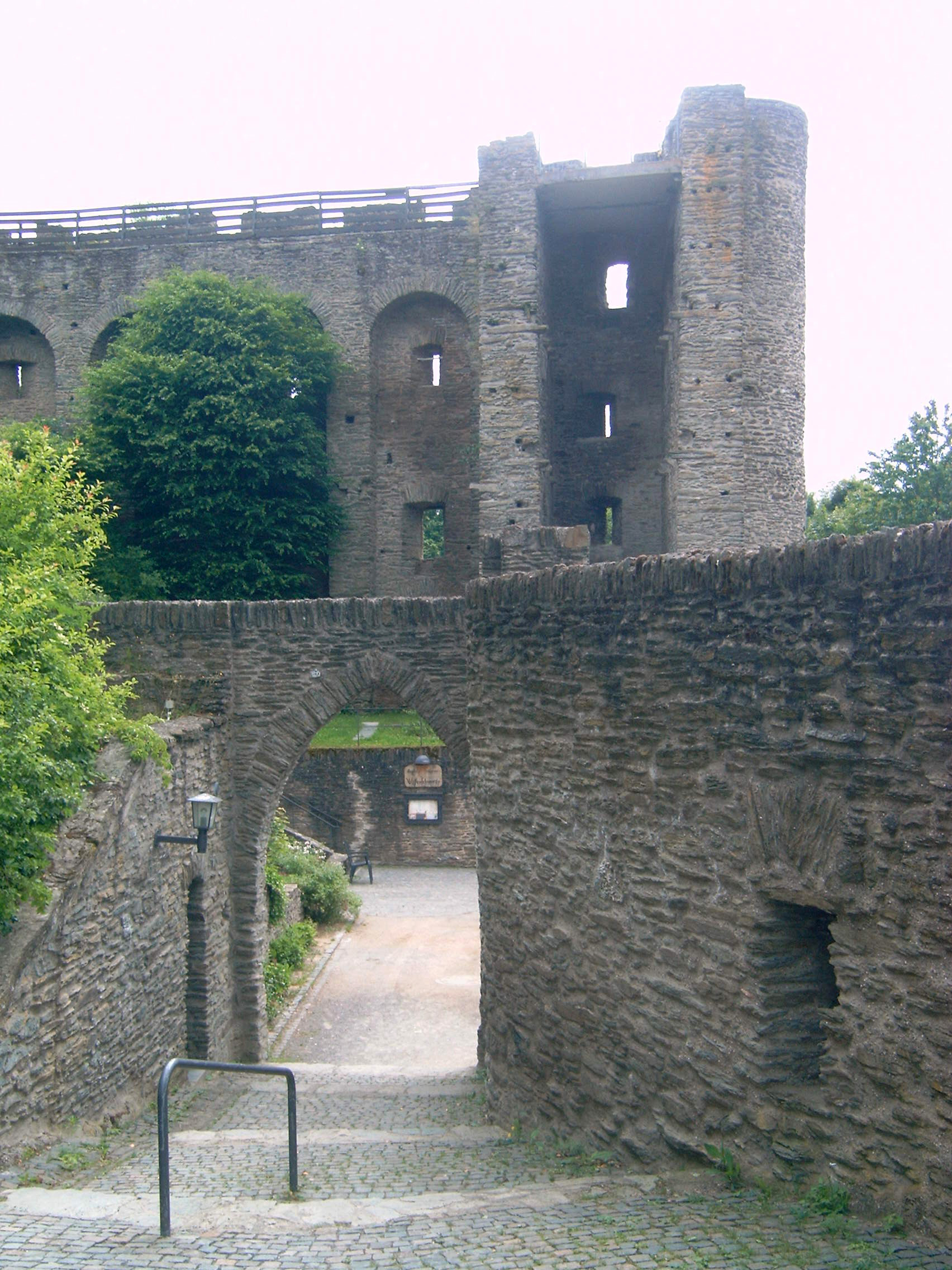
Innenseite der äußeren Schildmauer
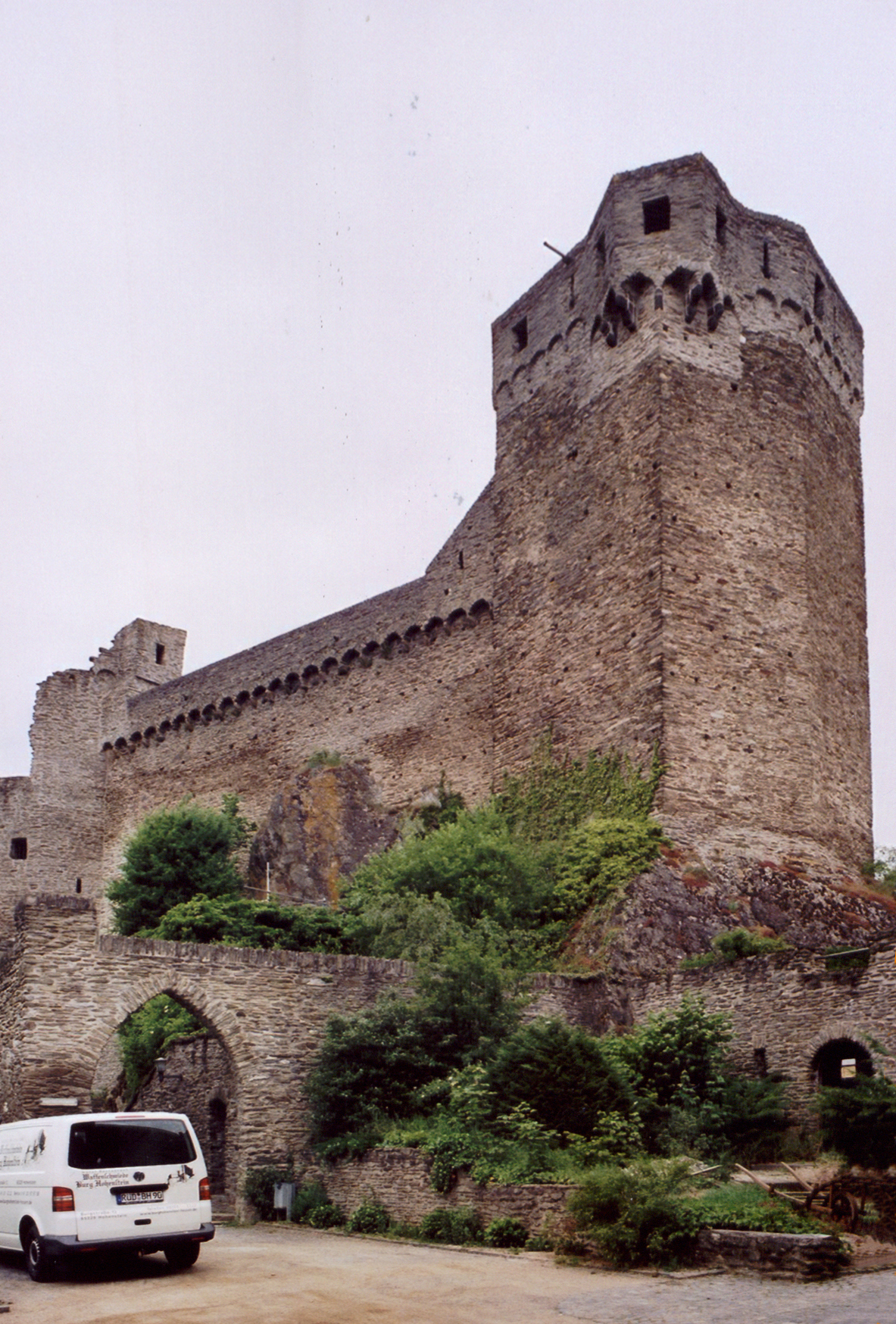
Innere Schildmauer mit Bergfried
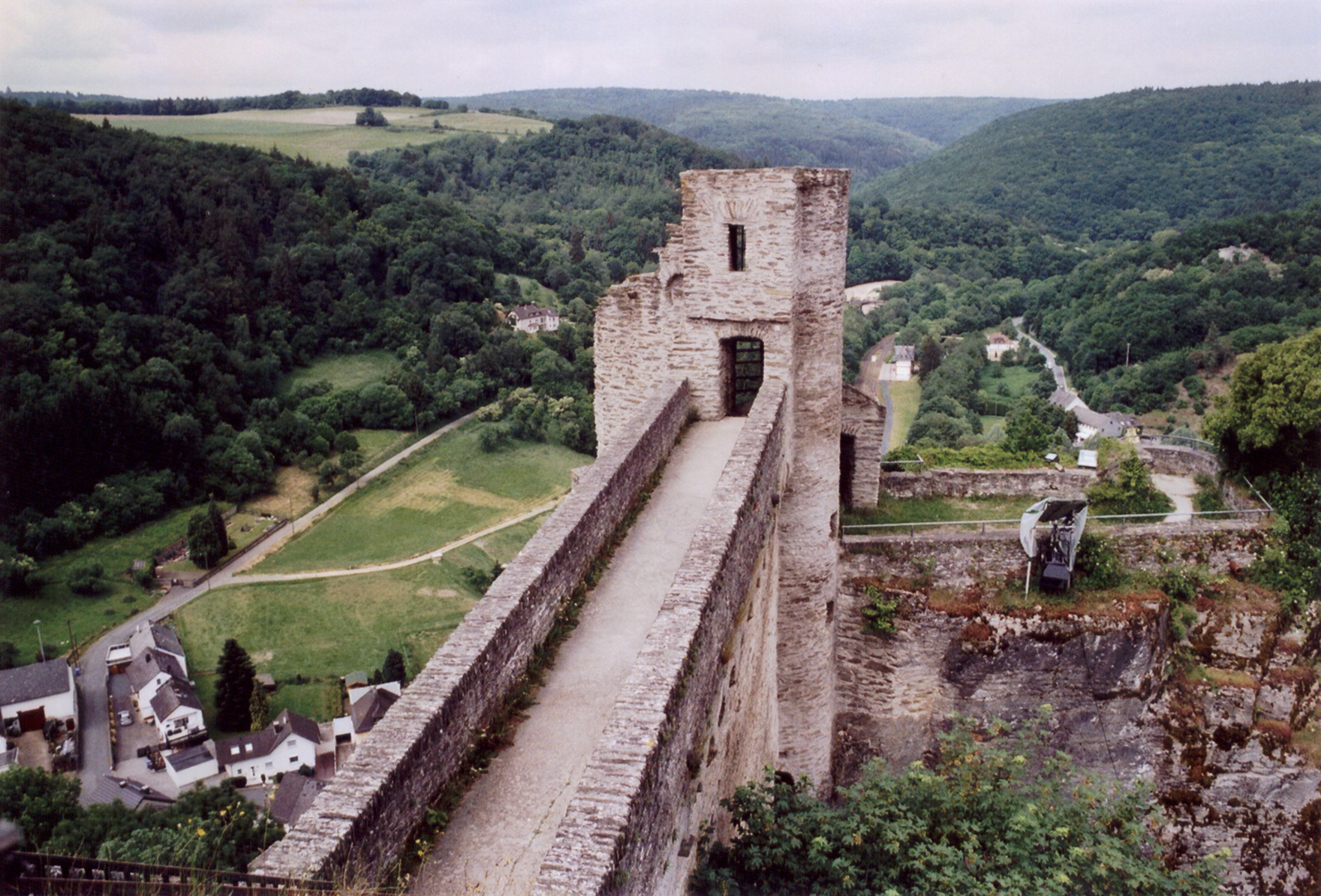
Wehrgang auf innerer Schildmauer